# Nessun riferimento
Nessun riferimento è il secondo album in studio di Andrea Ra pubblicato il 14 ottobre 2011. Il disco è stato preceduto dai singoli Insieme al vento, Anche oggi è uguale a ieri e C'è la luna piena stasera.

## Tracce
1. Mezzanotte – 0:27 (Andrea Ra)
2. C'è la luna piena (stasera) – 3:38 (Andrea Ra)
3. Mezzanotte e 16 – 0:16 (Andrea Ra)
4. I Soldi Del Pupazzo – 4:47 (Andrea Ra)
5. Mezzanotte e 39 – 0:39 (Andrea Ra)
6. Mi avveleno di te – 5:21 (Andrea Ra)
7. L'una e 02 – 1:02 (Andrea Ra)
8. Nessun riferimento – 4:18 (Andrea Ra)
9. L'una e 36 – 0:36 (Andrea Ra)
10. Mr. Vanni – 4:35 (musica: Andrea Ra)
11. Le Due E 21 – 0:21 (Andrea Ra)
12. Anche oggi è uguale a ieri – 5:10 (Andrea Ra)
13. Le due e 25 – 0:25 (Andrea Ra)
14. Agnello – 3:12 (Andrea Ra)
15. Le tre e 26 – 0:26 (Andrea Ra)
16. Lo sapevi benissimo – 5:09 (Andrea Ra)
17. Le quattro e 22 – 0:22 (Andrea Ra)
18. Insieme Al Vento – 4:19 (Andrea Ra)
19. Le cinque e 19 – 0:19 (Andrea Ra)
20. Non sarò il tuo Borromini – 3:36 (Andrea Ra)
21. Le cinque e 27 – 0:27 (Andrea Ra)
22. Domani partirò – 3:52 (Andrea Ra)
23. Le sei – 0:06 (Andrea Ra)

Durata totale: 53:23

## Formazione
- Andrea Ra - Voce, Basso, Chitarre, Tastiere
- Daniele Iacono - Batteria
- Giacomo Anselmi - Chitarra

### Altri musicisti
- Marco La Fratta - Chitarra (tracce 10,18)
- Luna Gualano - Coro (traccia 10)